# روحووتسی
روحووتسی (به بلغاری: Ruhovtsi) روستایی در بلغارستان است که در استان ولیکو تارنوو واقع شده‌است. روحووتسی ۱۴۲ نفر جمعیت دارد و ۳۶۷ متر بالاتر از سطح دریا واقع شده‌است.